# Eleccions al Parlament Europeu de 2024 (Eslovènia)
Les eleccions al Parlament Europeu de 2024 es van celebrar el dia 9 de juny per a escollir els 9 escons eslovens del Parlament Europeu. Aquestes van ser les cinquenes eleccions al Parlament Europeu celebrades a Eslovènia, i les primeres que es van celebrar després del Brexit.

## Resultats
|                        |                                                 |           |             |            |        |     |
| Partit                 | Partit                                          | Vots      | %           | +/-        | Escons | +/- |
|                        | Partit Democràtic Eslovè                        | 204 706   | 30,65 / 100 | 4,40       | 4 / 9  | 2   |
|                        | Moviment Llibertat                              | 147 925   | 22,15 / 100 | Nou        | 2 / 9  | Nou |
|                        | Primavera - Partit Verd                         | 70 286    | 10,52 / 100 | Nou        | 1 / 9  | Nou |
|                        | Socialdemòcrates                                | 51 592    | 7,73 / 100  | 10,93      | 1 / 9  | 1   |
|                        | Nova Eslovènia                                  | 51 141    | 7,66 / 100  | 3,46       | 1 / 9  | =   |
|                        | Partit Popular Eslovè                           | 48 300    | 7,23 / 100  | -          | 0 / 9  | 1   |
|                        | L'Esquerra                                      | 31 733    | 4,75 / 100  | Disminució | 0 / 9  | =   |
|                        | Resni.ca                                        | 26 511    | 3,97 / 100  | Nou        | 0 / 9  | Nou |
|                        | Partit Democràtic dels Pensionistes - Bon Estat | 14 792    | 2,21 / 100  | 3,46       | 0 / 9  | =   |
|                        | Verds d'Eslovènia                               | 10 635    | 1,59 / 100  | 0,63       | 0 / 9  | =   |
|                        | Cap dels anteriors                              | 10 215    | 1,53 / 100  | Nou        | 0 / 9  | Nou |
| Vots Invàlids          | Vots Invàlids                                   | 30 746    | 4,4 / 100   | 2,19       |        |     |
| Total                  | Total                                           | 698 582   | 100 / 100   |            | 9 / 9  | 1   |
| Electorat/Participació | Electorat/Participació                          | 1 689 586 | 41,35 / 100 | 12,46      |        |     |
| Font                   |                                                 |           |             |            |        |     |